# Marco Vélez
Marco Vélez (Carolina, 26 giugno 1980) è un allenatore di calcio ed ex calciatore portoricano, di ruolo difensore.